# Carlos Andrés Pérez
Carlos Andrés Pérez Rodríguez (Rubio, 27 de octubre de 1922-Miami, 25 de diciembre de 2010), también conocido como CAP por las siglas de su nombre, fue un político venezolano perteneciente al partido Acción Democrática (AD), que ejerció el cargo de presidente de Venezuela en dos períodos (1974-1979 y 1989-1993).
Su primer mandato es conocido como la etapa de la «Venezuela Saudita» debido al flujo de petrodólares que ingresaron por la exportación del petróleo venezolano como consecuencia del embargo árabe de crudo. Tomando en cuenta la alta producción petrolera y la inflación acumulada del dólar estadounidense, la bonanza petrolera de este período podría ser la segunda mayor que Venezuela registró en su historia, después a la recibida posteriormente durante el mandato del fallecido presidente Hugo Chávez. En 1977, el PIB per cápita de Venezuela tuvo su máximo histórico, según los datos del Instituto Nacional de Estadística (INE) y del Banco Central de Venezuela (BCV), registrados por la Academia Nacional de Ciencias Económicas. Desde entonces, el producto interno bruto (PIB) per cápita no ha vuelto a crecer de forma estable por un largo período de tiempo hasta ahora. En su primer período pospresidencial, Pérez fue juramentado senador vitalicio, ejerciendo el cargo entre 1979 y 1989.
Su segundo mandato se inició con una economía endeudada con más de 6500 millones de dólares en cartas de crédito a vencerse en julio de 1989 lo que obligó a tomar medidas económicas estrictas a los pocos días de su ascenso que provocó la protesta conocida como el Caracazo, estuvo marcado por privatizaciones de empresas públicas y escándalos de corrupción que culminarían con su destitución como presidente, ante la declaración de procedencia de antejuicio de mérito por parte de la Corte Suprema de Justicia de Venezuela acusado de malversación de fondos públicos y fraude a la nación. Tanto los escándalos de corrupción, como el Caracazo fueron utilizados como argumento primero por Hugo Chávez y luego por Hernán Grüber Odremán para realizar dos intentos de golpe de Estado, el primero ocurrido el 4 de febrero liderado por Hugo Chávez y el segundo ocurrido el 27 de noviembre de 1992 liderado por Hernán Grüber Odremán, respectivamente.[cita requerida]
Al ser destituido como presidente por el Congreso Nacional el 21 de mayo de 1993 y acusado por el delito de malversación de fondos públicos, se convirtió en el único presidente en ejercicio en la historia de Venezuela en ser juzgado y condenado por una acción judicial. Los 250 millones de bolívares provenían de la partida secreta del ministerio, cuyo uso es discrecional según la legislación venezolana (unos 4.54 millones de dólares al T.C. de 55 bolívares por dólar entre 1991 y 1992). Los gastos destinados a defensa y seguridad del Estado son de carácter confidencial y secreto, por lo cual la divulgación de cualquier información relativa a los mismos conlleva un delito sancionado por el Código Penal. El carácter secreto de los gastos no permitía comprobar la veracidad de los hechos.
Pérez fue expulsado de Acción Democrática y condenado a arresto domiciliario entre 1996 y 1998. El año que terminó su condena resultó elegido como senador por su estado natal ante el Congreso Nacional, disuelto posteriormente por la Asamblea Nacional Constituyente que redactó la Constitución venezolana de 1999. Sus últimos años los viviría autoexiliado en República Dominicana y en los Estados Unidos.

## Biografía

### Vida familiar
Carlos Andrés Pérez Rodríguez nació el 27 de octubre de 1922 en Vega de la Pipa, jurisdicción de Rubio, capital del actual Municipio Junín del Estado Táchira, en el seno de una familia dedicada al cultivo y comercio de café. Su padre, Antonio Pérez Lemus, fue un hacendado y comerciante de ascendencia asturiana nacido en Chinácota, Norte de Santander, Colombia, pero radicado en Venezuela desde fines del siglo XIX. Su madre, Julia Rodríguez era una venezolana nacida en Rubio, hija de un prominente hacendado local y nieta de refugiados de la Guerra Federal provenientes de Barinas. Fue el penúltimo de los doce hijos del matrimonio.

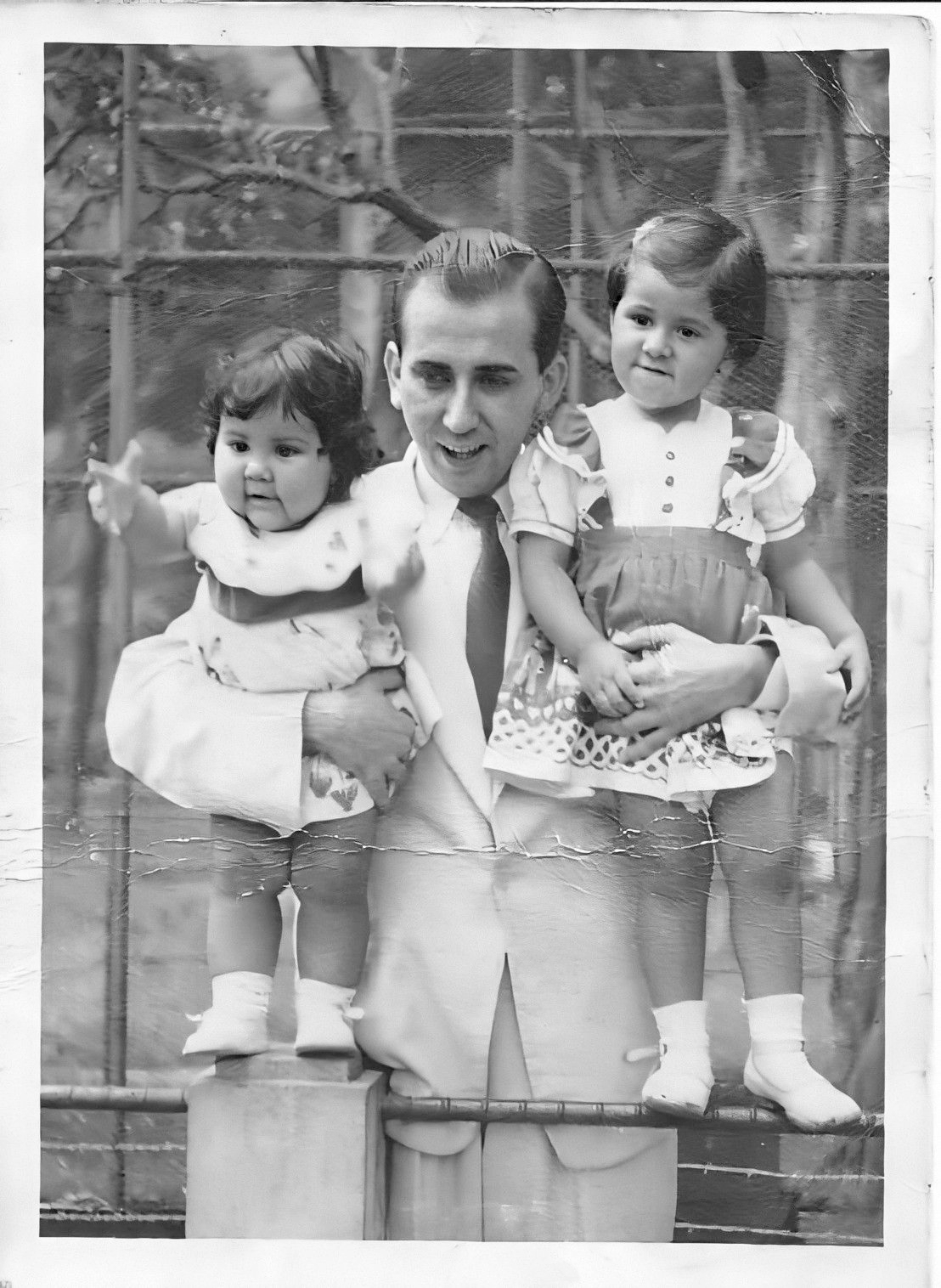
CAP y sus primeras hijas: Sonia y Thaís.

En ese tiempo, mostró sus inclinaciones por la política, al actuar como presidente del Centro de Estudiantes de dicha institución. Se casó en 1948 con su prima Blanca Rodríguez teniendo de ese matrimonio seis hijos, Sonia, Thais, Martha, Carlos Manuel, María de los Ángeles y María Carolina. Aunque Pérez se separó de su esposa en 1998 y se radicó en Miami con su compañera sentimental, Cecilia Matos, el matrimonio Pérez Rodríguez continuó como la única unión legal del exmandatario hasta su muerte el 25 de diciembre de 2010.
La relación sentimental de Carlos Andrés Pérez con Cecilia Matos comenzó hacia fines de la década de los sesenta, cuando Matos era secretaria de la fracción parlamentaria de Acción Democrática en el Congreso. Dicha relación sentimental fue controvertida debido a persistentes rumores y acusaciones de corrupción y tráfico de influencias que giraron en torno a la figura de Matos, tanto a finales del primer gobierno de Pérez como durante su segundo mandato. El tren de vida lujoso y extravagante de Matos fue repetidamente presentado por la oposición política como prueba irrefutable de las irregularidades administrativas y falta de honestidad del exmandatario, alegatos que Pérez siempre rechazó. Pérez reconoció como suyas a las hijas de su relación con Matos, María Francia y Cecilia Victoria Pérez Matos.[cita requerida]

### Formación académica
Estudió educación primaria en Rubio en el Colegio María Inmaculada, hasta 1935, sexto grado y el primer año de bachillerato. En Caracas, Carlos Andrés Pérez completa el bachillerato, en el liceo Andrés Bello de esta ciudad, graduándose de bachiller en filosofía. Posteriormente, inició Derecho en la Universidad Central de Venezuela, allí «estudia tres años», los cuales continúa «uno en la Universidad Libre de Bogotá y otro en Costa Rica», más exactamente en la Universidad de Costa Rica.
En el Archivo General de la Universidad Libre consta que ingresó a esta en 1949 a cursar tercero de Derecho; de esta experiencia expresó:

Estudiaba en la Universidad Libre en un ambiente liberal, cuando me informan que me estaban buscando y tenía que salir del país. Resolví regresar a Venezuela clandestinamente. Viajé a Cúcuta...
Carlos Andrés Pérez

## Vida política

### Inicios
En 1938, se incorpora a las filas del Partido Democrático Nacional, que luego daría origen al partido Acción Democrática (AD) en 1941. Fue conocido —desde entonces— generalmente por sus iniciales CAP.
Inició estudios de Derecho en la Universidad Central de Venezuela, pero los interrumpió por los cambios políticos que se produjeron en el país como consecuencia de los hechos ocurridos el 18 de octubre de 1945, fecha en que se dio el golpe de Estado contra el presidente Isaías Medina Angarita. Este evento lo llevó a desempeñar importantes cargos políticos, entre ellos, el de secretario privado del presidente de la Junta de Gobierno, Rómulo Betancourt, y secretario del Consejo de Ministros.
En 1946, fue elegido diputado a la Asamblea Legislativa del estado Táchira, y en 1947, diputado al Congreso Nacional por la misma entidad federal. En 1948 durante el derrocamiento del escritor y representante de su partido, el presidente Rómulo Gallegos, fue detenido al participar en los esfuerzos por instalar en Maracay un gobierno de emergencia que supliera, conforme a la Constitución, al presidente depuesto por el golpe de Estado del 24 de noviembre.

### Exilio y retorno a Venezuela
Permaneció un año prisionero en Caracas (1949), hasta que fue expulsado del país. Regresó clandestinamente a Venezuela para incorporarse a la resistencia que desarrollaba el partido Acción Democrática en contra de la dictadura de Marcos Pérez Jiménez, siendo arrestado por la Dirección de Seguridad Nacional y confinado en Puerto Ayacucho. Tras una segunda expulsión, se unió en La Habana a Rómulo Betancourt. En 1952, pasa a vivir en San José de Costa Rica con su esposa e hijos, donde permanecerá durante el resto de la dictadura, ejerciendo la profesión de editor y periodista junto con sus actividades dentro de la comunidad de exiliados venezolanos. En Costa Rica, establece lazos de amistad con José Figueres Ferrer y su familia.
A raíz de los sucesos del 23 de enero de 1958 que pusieron fin a la dictadura, retornó a Venezuela dedicándose de inmediato a la consolidación del incipiente sistema democrático y a la reorganización de AD en el estado Táchira. En diciembre de 1958, es electo diputado por el estado Táchira para el período 1959-1964. El 2 de febrero de 1960, es designado por el presidente Rómulo Betancourt, como el primer director general del Ministerio de Relaciones Interiores (1960).

### Ministro de Relaciones Interiores
El 12 de marzo de 1962, es designado como ministro de Relaciones Interiores. Su estadía en el ministerio se caracterizó por enfrentar enérgicamente los alzamientos guerrilleros —encabezados principalmente por las Fuerzas Armadas de Liberación Nacional (FALN)— fomentados por la izquierda con el apoyo del gobierno cubano. El 18 de febrero de 1963 asume provisionalmente la Presidencia, supliendo a Betancourt quien estaba en una gira por Estados Unidos.
Sus gestiones durante ese periodo, especialmente al derrotar los levantamientos militares y a las guerrillas de izquierda que Betancourt había aislado políticamente a principios de los años 1960, le dieron la fama de «hombre fuerte».
Durante los cinco años del gobierno del presidente Raúl Leoni (1964-1969) volvió al Congreso Nacional como jefe de la fracción parlamentaria de Acción Democrática. En 1968 figura en dicha organización como secretario nacional y miembro del Comité Ejecutivo Nacional, posición en la cual permaneció durante el quinquenio presidido por Rafael Caldera (1969-1974).

### Candidatura presidencial

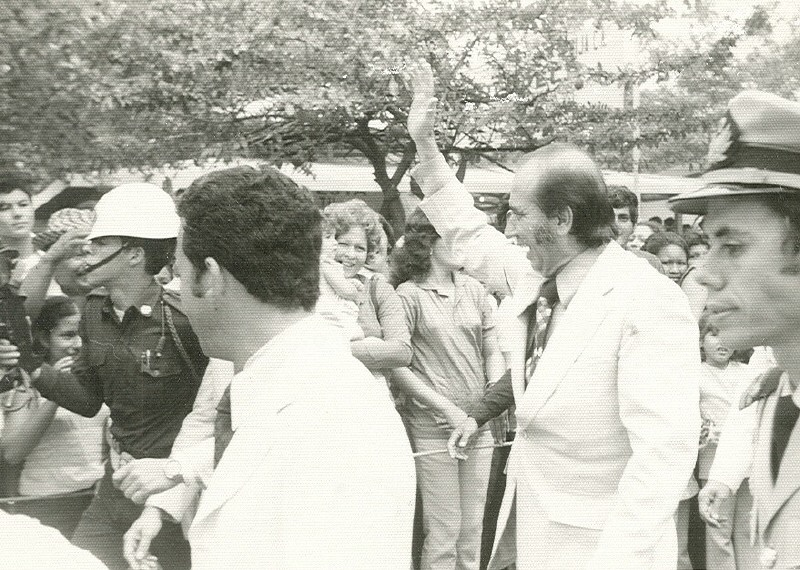
Carlos Andrés Pérez en su campaña electoral en 1973

Acción Democrática acogió el escenario de la Convención Nacional para la elección de su candidato. En el marco de este evento, realizado en el Teatro California, el 19 de agosto de 1972, Carlos Andrés Pérez derrota a Reinaldo Leandro Mora por 290 votos a 111. Pérez contaba con el apoyo de su fundador Rómulo Betancourt, lanzando la consigna «Democracia con energía». Es en la campaña de CAP de 1972-73, cuando hacen su aparición en el escenario electoral venezolano, los famosos estrategas extranjeros. Así se conoce de la participación inicial de Joseph Napolitan, uno de los asesores de campaña de mayor reputación en el universo de las estrategias electorales, junto a Clifford White y George Gaither, renombrados asesores internacionales. A partir de la asesoría de estos expertos, es cuando cobra vigencia el uso de la investigación de opinión pública, como método infalible para el fortalecimiento de la estrategia de campaña. Las encuestas y los focus group, marcan el ritmo de manera asertiva como novedad en el marco electoral.
Se desarrolló una polémica campaña electoral, «el hombre que camina», usando por primera vez en la historia de Venezuela los mejores talentos de mercadotecnia y publicidad de la época (Grupo Gallup y Chelique Sarabia, entre otros) para vender un mensaje político. Esta campaña estaba centrada en el petróleo que había convertido a Venezuela en el país con renta por cápita más alta de Sudamérica, pero que en ese momento atravesaba por una fuerte recesión económica a consecuencia de la reflación que sufrían Estados Unidos (principal comprador del crudo venezolano) debido al embargo petrolero causado a raíz de la guerra de Yom Kipur de 1973. La idea de Pérez era el uso del petróleo como instrumento de presión política y económica del Tercer Mundo para obtener un orden más justo en el orden externo, y una amplia política de gasto público especialmente en el orden educativo y social. La campaña convenció y fue un éxito, obteniendo el triunfó con 2 142 427 votos, el 48.7 % de los votos contra los del candidato de COPEI, Lorenzo Fernández, que obtuvo el 36.7 %. Asumió el poder el 12 de marzo de 1974 recibiendo la investidura presidencial por parte de Rafael Caldera.

## Primera presidencia (1974-1979)
En su primer año de gobierno desarrolló dos iniciativas relacionadas con el ámbito cultural: la Biblioteca Ayacucho (calificada colección de las obras maestras de las letras latinoamericanas) y el Programa de Becas Gran Mariscal de Ayacucho, para la capacitación de millares de estudiantes venezolanos en los centros universitarios más prestigiosos del mundo. Ese mismo año decreta la creación de nueve parques nacionales, para garantizar la protección de los ecosistemas y fauna endémica. El presupuesto nacional de 1974, aprobado por 14 585 000 000 Bs. debió ser modificado e incrementado a 42 519 000 000 Bs. debido al crecimiento de precio del petróleo. El 31 de mayo de 1974 el Congreso Nacional aprueba una Ley Especial para que le permitía «dictar medidas extraordinarias en materia económica y financiera». En 1975 nacionaliza la industria del hierro y al siguiente año, la industria del petróleo, creando la empresa Petróleos de Venezuela, S.A.(PDVSA) con el propósito de proporcionar al Estado una herramienta para la administración de los recursos petroleros. Al fin de su mandato pudo afirmar la absoluta normalidad registrada en el orden militar durante todo el ejercicio de su quinquenio. Por su desvelo insistente en la protección a la naturaleza y en pro de la recuperación ecológica, recibió en 1975 el reconocimiento mundial del Premio Earth Care otorgado por primera vez a un jefe de Estado de América Latina. En 1976 se convirtió en el vicepresidente de la Internacional Socialista.

### Política exterior

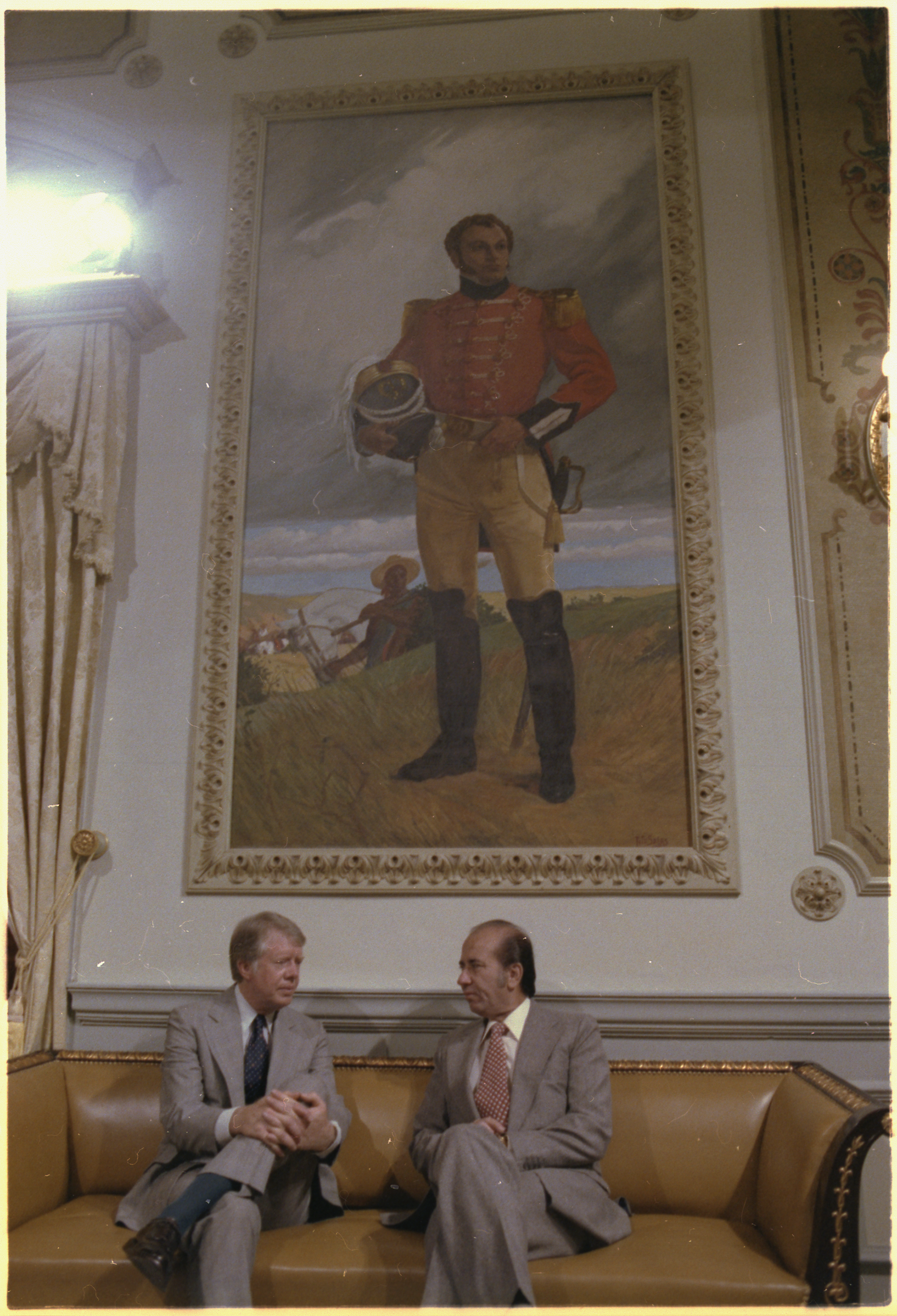
Jimmy Carter y Carlos Andrés Pérez en el Palacio de Miraflores, Caracas, 1978.

En política exterior, Pérez —como hizo su predecesor Rafael Caldera— rompe parcialmente con la «Doctrina Betancourt» y restableció relaciones con Cuba en diciembre de 1974; se opuso a la dictadura de Anastasio Somoza Debayle (Nicaragua) y apoyó al «hombre fuerte» de Panamá, Omar Torrijos Herrera, en sus negociaciones con Estados Unidos para la entrega del Canal de Panamá. 
Mantuvo buenas relaciones con el resto de gobiernos de Hispanoamérica y Europa, especialmente con España y con Nicolae Ceaușescu,[cita requerida] además de Oriente Próximo, República Popular China y la URSS. 
Rechazó enérgicamente la dictadura militar de Chile, rompiendo relaciones diplomáticas a nivel de embajada con Santiago y recibiendo en Venezuela a miles de exiliados chilenos e incluso enviando un avión a Washington para recoger los restos del excanciller Orlando Letelier, asesinado por agentes de la Dirección de Inteligencia Nacional (DINA) de Chile. 
Mantuvo buenas y cordiales relaciones con Estados Unidos, colocando a Venezuela como uno de los principales proveedores de petróleo a esa nación.[cita requerida]

### Economía
Pérez mantuvo la política económica intervencionista que se había aplicado en Venezuela desde 1936. Durante los dos primeros años de su gobierno intentó aplicar una política de Pleno Empleo y otorgó por medio de la llamada Ley contra despidos injustificados de 1974, un poder inmenso a la representación sindical. Esto dio como resultado un gran crecimiento de liquidez circulante e impactó el consumo hasta 1977. Hasta el año 1979, la economía nacional tuvo un alto flujo de dinero, pero ya era necesaria una devaluación de la moneda. Debido a la Revolución Islámica en Irán, esto se postergó hasta el año 1983. Como la tasa de cambio del bolívar frente al dólar no había sido ajustada, se vivía una situación irreal y el bolívar estaba sobrevaluado. El investigador Aguirre comenta:

A comienzos de 1979 la inquietud aumentó, acentuándose la salida de capitales. Sin embargo, la caída del Shah de Irán en enero de ese año y la ulterior radicalización del régimen del Ayatollah Khomeini generó la segunda crisis energética debido a la reducción abrupta de la producción petrolera de ese país.
Pedro Palma

#### La bonanza petrolera
Como consecuencia del gran aumento de los precios del petróleo a mediados de los años setenta, los ingresos del sector público nacional se elevaron súbitamente. Gracias a la legislación venezolana vigente para la época, las compañías petroleras aumentaron la venta de dólares al Banco Central de Venezuela y así obtuvieron los bolívares que necesitaban para cancelar los impuestos al Fisco, dados los altos ingresos percibidos en los mercados internacionales. El gobierno de Carlos Andrés Pérez, en promedio, tuvo un índice de miseria promedio de 20 %.

#### Indicadores económicos
Durante este gobierno, el PIB per cápita de la economía creció en promedio 0.27 % anual, a pesar del aumento del PIB. El crecimiento poblacional en este período podría ser la razón.[cita requerida] Por su parte, la tasa de desempleo promedio fue 5.88 %, siendo muy semejante a la del primer gobierno del presidente Caldera, mientras que el promedio de la inflación anual llegó a alcanzar 8.2 %. En relación con este último indicador, se debe mencionar que es a partir de este gobierno cuando la economía venezolana comienza a experimentar una inestabilidad en el comportamiento de los precios que se extiende hasta el presente. Además, el índice de miseria creció cinco puntos con respecto al período democrático anterior de Rafael Caldera y se mantuvo en 14.08 puntos en promedio. Esto sugiere que las condiciones de vida del venezolano empeoraron, aunque para el final del período el índice de miseria había bajado a 11.67.

#### Rentismo petrolero
Según los economistas Ricardo Hausmann y Francisco Rodríguez, en este período comenzó a bajar el PIB per cápita no petrolero del venezolano. Desde 1978 hasta el año 2001, el PIB real no petróleo cayó 20 % en Venezuela. El factor de productividad tuvo una caída sostenida desde 1978, motivado por causas que van desde la disminución de la inversión en infraestructura pública, la creciente rigurosidad de las regulaciones del mercado laboral y el colapso de la intermediación financiera. En este período, se llegó al pico histórico del PIB real no petrolero.
Se ha explicado este fenómeno con diversas teorías económicas, entre ellas la enfermedad holandesa. En las primeras décadas, la renta recibida de la exportación petrolera sustentó el crecimiento de los otros sectores de la economía nacional, pero llegado un punto dicha tendencia comenzó a revertirse. Venezuela comenzó a depender más de la producción petrolera, que ya tenía varios años siendo el principal rubro de su economía. Para que el sistema cambiario venezolano fuera viable y no se generara incertidumbre, era necesario mantener un nivel óptimo de reservas internacionales, incluso en los períodos de caída de las exportaciones. De esta forma, los empresarios estarían convencidos de que no se produciría escasez. Sin embargo, Pedro Palma comenta:

Una de las condiciones básicas para que se pueda mantener un tipo de cambio fijo en una economía como la venezolana, caracterizada por una baja diversificación de sus exportaciones y altamente vulnerable a las violentas fluctuaciones de los precios petroleros, es contar con unos niveles de reservas internacionales de tal dimensión que convenzan a los agentes económicos de que, incluso en los períodos de caída de exportaciones, está garantizada la plena satisfacción de la demanda de divisas. Obviamente, esa condición no ha estado presente en nuestra economía desde que comenzó la volatilidad de los precios en los mercados internacionales de hidrocarburos.

Todo lo anterior, combinado con los desequilibrios en materia fiscal producto de las políticas ampliamente expansivas que se implantaron esos años, rompieron aquella situación de estabilidad, continuidad y predecibilidad que caracterizó a gran parte del período anterior a 1974. En otras palabras, desaparecieron los balances fundamentales de la economía, dando paso a la inestabilidad, a los cambios abruptos y a la alta exposición a fluctuaciones violentas en variables de vital importancia. Esto, obviamente contribuyó a hacer insostenible e inviable el esquema de tipos de cambio fijo.
Pedro Palma

### Política laboral
El 4 de junio de 1974, se publica en la Gaceta Oficial Nro. 30415 el Decreto Ley Nro. 122, donde es fijado por primera vez en la historia de Venezuela el término «salario mínimo nacional». Indica en el artículo 1° que «se fija el salario mínimo nacional en 15 bolívares por jornada diaria de trabajo». Para esa época eran 450 bolívares mensuales, a la tasa de cambio de ese año de 4.30 Bs. por dólar, lo cual nos da unos 104.65 dólares como el primer salario mínimo en Venezuela

#### Síndrome de la abundancia de recursos
A pesar de los altos ingresos petroleros percibidos en esta década, el aumento del ingreso per cápita que se había registrado sostenidamente desde la década de los veinte se detuvo en los setenta. La economía venezolana experimentó un proceso de estancamiento en los últimos años de esta década. Los economistas Ricardo Hausmann y Francisco Rodríguez sugieren dos causas que explican esta situación: el síndrome de la abundancia (Easterly) y la desigualdad (Becker). La abundancia de recursos que el Estado recibió gracias a su renta petrolera y la falta de libertades económicas generaron el estancamiento que se ve en esa década.

#### Salida de capitales
En este período, salieron importantes capitales de Venezuela, especialmente en los últimos años. La situación fiscal expansiva de Venezuela y la posibilidad de una devaluación de la moneda no generaron confianza en los empresarios. Por suerte, la revolución en Irán permitió que los ingresos petroleros nuevamente aumentaran y no hubo la necesidad de aplicar los ajustes necesarios. El presidente Pérez había declarado en 1977 que era necesario aplicar ajustes macroeconómicos, pero las medidas no fueron tomadas porque la situación se postergó y un nuevo aumento de los precios petroleros permitió seguir el ritmo de la economía nacional.

## Senador vitalicio
Debido a que la constitución impedía la reelección inmediata (tendría que esperar cinco años después de terminar su período presidencial), Pérez mantenía una popularidad hasta el final de su período presidencial, pero la debilidad del candidato oficialista Luis Piñerúa Ordaz y el estancamiento de la economía a partir de 1977 hicieron que su partido, Acción Democrática, resultara derrotado en las elecciones de diciembre de 1978, lo que dio paso en la presidencia de Venezuela a Luis Herrera Campíns del partido social-cristiano COPEI, quien lo sucedió en el cargo.[cita requerida] Tras esto, Pérez asumió como senador vitalicio entre 1979 y 1989.

### Caso Sierra Nevada
Al terminar su primer mandato Pérez fue acusado de corrupción en el Congreso de la República por el Caso Sierra Nevada, donde por el margen de un voto (el del diputado José Vicente Rangel quien luego fuera Ministro de Relaciones Exteriores, Ministro de la Defensa y Vicepresidente de Hugo Chávez en su primera presidencia), quedó absuelto de ser condenado políticamente por tal hecho.
En la AD (Acción Democrática) recuperó el poder en las elecciones de diciembre de 1983 apoyando al doctor Jaime Lusinchi para la presidencia de la República.

### Segunda candidatura presidencial
En 1988 y en contra del criterio de Lusinchi, tras unas elecciones primarias en las cuales derrotó a Octavio Lepage (posteriormente su sucesor temporal como presidente del país en 1993 por su condición de presidente del congreso), el 11 de octubre de 1987 fue escogido de nuevo por su partido como candidato a la presidencia. En cifras relativas, CAP alcanzó 64.3 % de la preferencia adeca contra 35.7 % que sacó Lepage, entre 50.377 militantes que conformaron los colegios electorales.[cita requerida]

## Segunda presidencia (1989-1993)

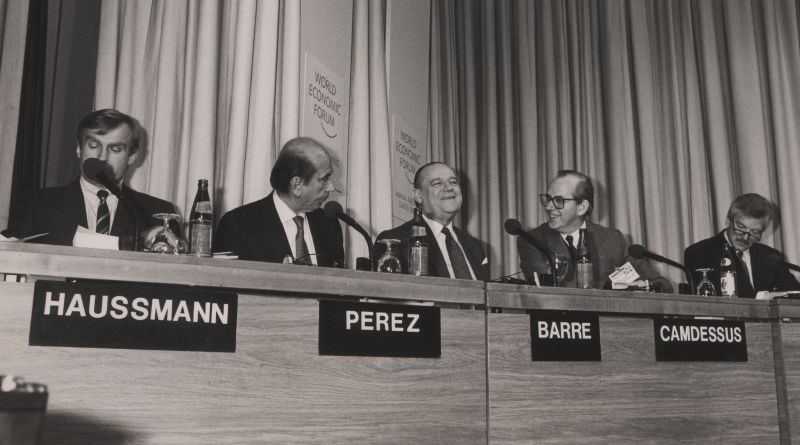
Carlos Andrés Pérez, en la reunión anual del Foro Económico Mundial en 1989.

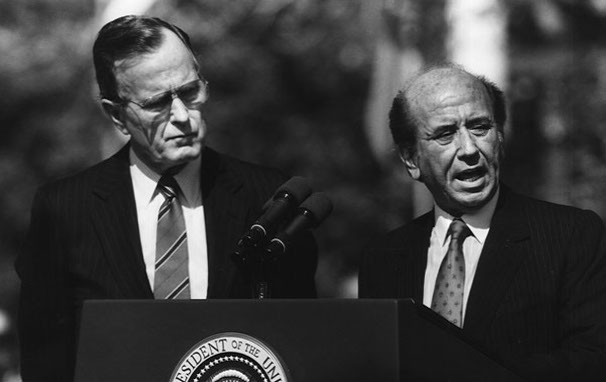
El presidente venezolano Carlos Andrés Pérez (derecha) con George H. W. Bush durante una visita a Washington.

De nuevo sirviéndose de una intensa campaña política y con el eslogan de «el gocho» resulta elegido en los comicios del 4 de diciembre de 1988 con 3 879 024 votos (52.91 % de los sufragantes), hasta esa fecha, el mayor número de votos en términos absolutos. La imagen de Pérez como el presidente del «milagro económico» que se había creado entre los votantes contribuyó a darle de nuevo la presidencia. Sin embargo, la situación económica había ido empeorando paulatinamente al ir bajando los precios del petróleo. La moneda se había devaluado, la inflación era alta y la deuda externa era una pesada carga para la república. 
A pesar de que las medidas de ajuste no pudieron aplicarse por completo, los índices de miseria bajaron drásticamente al final de su gobierno (pasando de 70 % a poco más de 30 %). En el plano exterior en su segunda estadía en el poder Pérez mantuvo una intensa relación con otros jefes de gobierno como el español Felipe González y el alemán Helmut Kohl.

### Economía

#### Privatizaciones
En su segundo gobierno constitucional, se emprendieron fuertes medidas de ajuste macroeconómico. En ese entonces, se consideraba que era necesario actualizar el modelo de economía mixta venezolano y liberalizar el modelo. Las acciones emprendidas por la administración del presidente Pérez, apuntan a desmontar la acción hasta ahora seguida. Para el Estado venezolano, no era posible garantizar el crecimiento sostenido de las empresas públicas, ya que no disponía de suficientes recursos. Los costos de producción de las empresas públicas eran mayores que los de las empresas privadas.
La administración de Carlos Andrés Pérez decidió implantar un proceso de privatización a ultranza de empresas públicas productoras de bienes y servicios, argumentando la ineficacia y baja rentabilidad de las mismas. La filosofía que sostenía este cambio era que el sector privado maneja a menudo los recursos económicos con mayor eficiencia. Se decidió redefinir la orientación del Estado, que ahora se ocuparía de aquellas empresas públicas que daban pérdidas. Las que todavía eran competitivas se mantendrían bajo el control del Estado, como ciertos hoteles de la ciudad. El gobierno venezolano, usando la estructura estatal, tomó la decisión transferir al sector privado la propiedad o la gestión de empresas públicas en diversas áreas de la economía y mejorar los resultados de las empresas que permanezcan en manos del Estado a fin de liberar recursos para dedicarlos al gasto social en el país.

#### Indicadores económicos

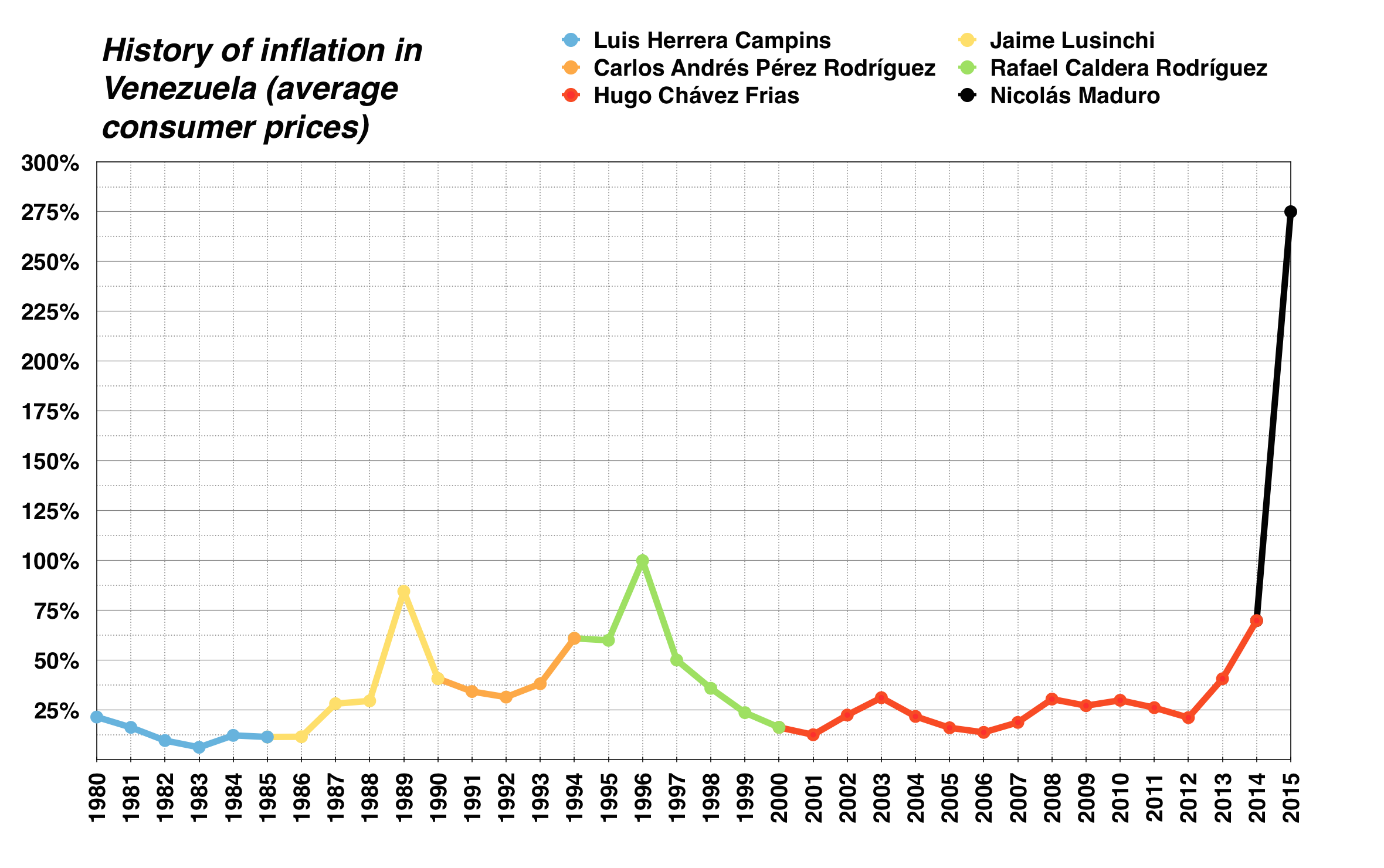
La inflación durante el segundo gobierno de CAP, en color naranja.

En el segundo gobierno de Carlos Andrés Pérez (1989-1993), la economía registró un promedio en la tasa de crecimiento anual del PIB per cápita de 0.42 %. Aunque el índice de miseria en el primer año del segundo gobierno de Pérez alcanzó el 71.13 %, el indicador descendió a 38.92 % para el último año de gobierno de Pérez. La reducción fue de 32.21 %, aun cuando el plan de ajuste económico no se pudo aplicar plenamente por los hechos del Caracazo. De hecho, algunas de las medidas que lograron ser aplicadas, serían revertidas en el período constitucional de Rafael Caldera.
Durante este gobierno, las tasas promedio de desempleo e inflación fueron 8.82 % y 44.6 %, respectivamente. Esta mejoría en el índice fue el resultado de una disminución importante tanto en el desempleo como en la inflación. Esto permitió que Venezuela bajara el índice de miseria en más de 30 % en pocos años. El promedio de este indicador para este período gubernamental fue 53.42 %, uno de los más altos en el siglo XX.

#### Política económica
A raíz de la negativa situación económica de Venezuela, el gobierno constitucional durante sus primeros meses de gobierno presenta un programa de ajuste macroeconómico al Fondo Monetario Internacional (FMI) a fin de reestructurar la deuda y mejorar las bajas de la Reserva internacional, el cual comprendía un programa monetario, la liberalización de las tasas de interés, la liberalización de variables claves como la tasa de cambio, de la tasa de interés, de los precios y la liberalización financiera, entre otras cosas. El gobierno de Venezuela le comunica al FMI que espera contar con un monto significativo de apoyo de la comunidad financiera internacional, incluyendo el convenio designado de facilidad ampliada de financiamiento, préstamos del Banco Mundial y del Banco Interamericano de Desarrollo (BID). El FMI fijó las tasas de reservas internacionales que el gobierno venezolano debía mantener.
Para ponerle límite a la expansión monetaria venezolana, el FMI determinó el monto de dinero que podía crear el Banco Central de Venezuela, a través de la estimación de las reservas internacionales y los activos internos. Junto a la estimación de la magnitud del multiplicador monetario, el BCV tenía margen de maniobra para decidir el monto de la oferta monetaria. Uno de los aspectos más relevantes del programa de ajuste macroeconómico se refieren a la liberalización de los precios, entendidos en el sentido amplio de la palabra, es decir, con respecto a la tasa de cambio, a las tasas de interés y a los bienes y servicio.
La situación inicial no proporcionó a Pérez mucho margen de maniobra. Anunció un plan de austeridad consistente en la liberación de las importaciones, eliminación de los controles de precios, privatización de las empresas no estratégicas en manos del estado, como la Compañía Anónima Nacional Teléfonos de Venezuela (CANTV), aumento del precio de la gasolina, congelación de salarios, reducción del tamaño del Estado, así como del gasto público. Los puntos más destacados del programa pueden resumirse así:[cita requerida]
- Solicitud de financiamiento al Fondo Monetario Internacional acogiéndose a un programa de ajustes.
- Liberación de las tasas de interés activas y pasivas.
- Unificación de la tasa cambiaria, eliminando la tasa preferencial y por tanto la criticada Oficina de Régimen de Cambios Diferenciales (RECADI).
- Liberación de los precios de todos los productos excepto los de la «cesta básica».
- Incremento de tarifas de servicios públicos.
- Aumento del precio de la gasolina y otros derivados del petróleo en el mercado nacional, durante tres años, con un primer aumento de 100 % (cinco centavos de dólar) en el precio de la gasolina y un 30 % en el del transporte.
- Aumento de los sueldos de la administración pública entre el 5 y el 30 %, el salario mínimo a 4000 Bs. en la ciudad y 2500 Bs. en el campo.
- Congelamiento los cargos de la administración pública.
- Racionalización y eliminación de los aranceles de importación.
- Reducción del déficit fiscal a menos del 4 %.

### Caracazo
El 27 de febrero de 1989 surgió una serie de protestas, realizadas por quienes viviendo en las ciudades-dormitorios de Caracas debían trasladarse a diario para trabajar en esta capital, el aumento de precio de la gasolina como parte del ajuste en la economía anunciadas el 16 de febrero catalogadas por el intelectual Arturo Uslar Pietri, en El Nacional, como «necesarias, coherentes y realistas» que incidió en el aumento en el precio de los pasajes del transporte público. En poco tiempo, el movimiento que comenzó en las avenidas y paradas de Guarenas (población localizada a unos 40 km al este de la capital) se extendió rápidamente a la propia Caracas, otras ciudades y regiones: La Guaira, Valencia, Barquisimeto, Mérida, Guayana y los Valles del Tuy, convirtiéndose en grupos de violencia que saquearon supermercados, centros comerciales y establecimientos de todo tipo.
Ante esta situación, y la incapacidad de la policía local para controlar los saqueos, el gobierno de Pérez empleó al Ejército como medio de contención de los hechos violentos ocurridos en toda la ciudad (se activó una estrategia de control de disturbios conocida como Plan Ávila). Esta medida tuvo un alto costo, ya que las Fuerzas Armadas incurrieron en una represión excesiva que dejó según cifras oficiales 276 muertos y numerosos heridos. Según la O.N.G. de Derechos Humanos Cofavic el número oficial de víctimas no se corresponde con la realidad, y cita la aparición de fosas comunes como La Peste, donde según esta O.N.G. aparecieron sesenta y ocho cuerpos sin identificar, «fuera de la lista oficial». Organismos no pertenecientes a las FF. AA. como la Dirección de los Servicios de Inteligencia y Prevención (Disip), la policía Metropolitana y la policía Judicial PTJ, cometieron abusos policiales.

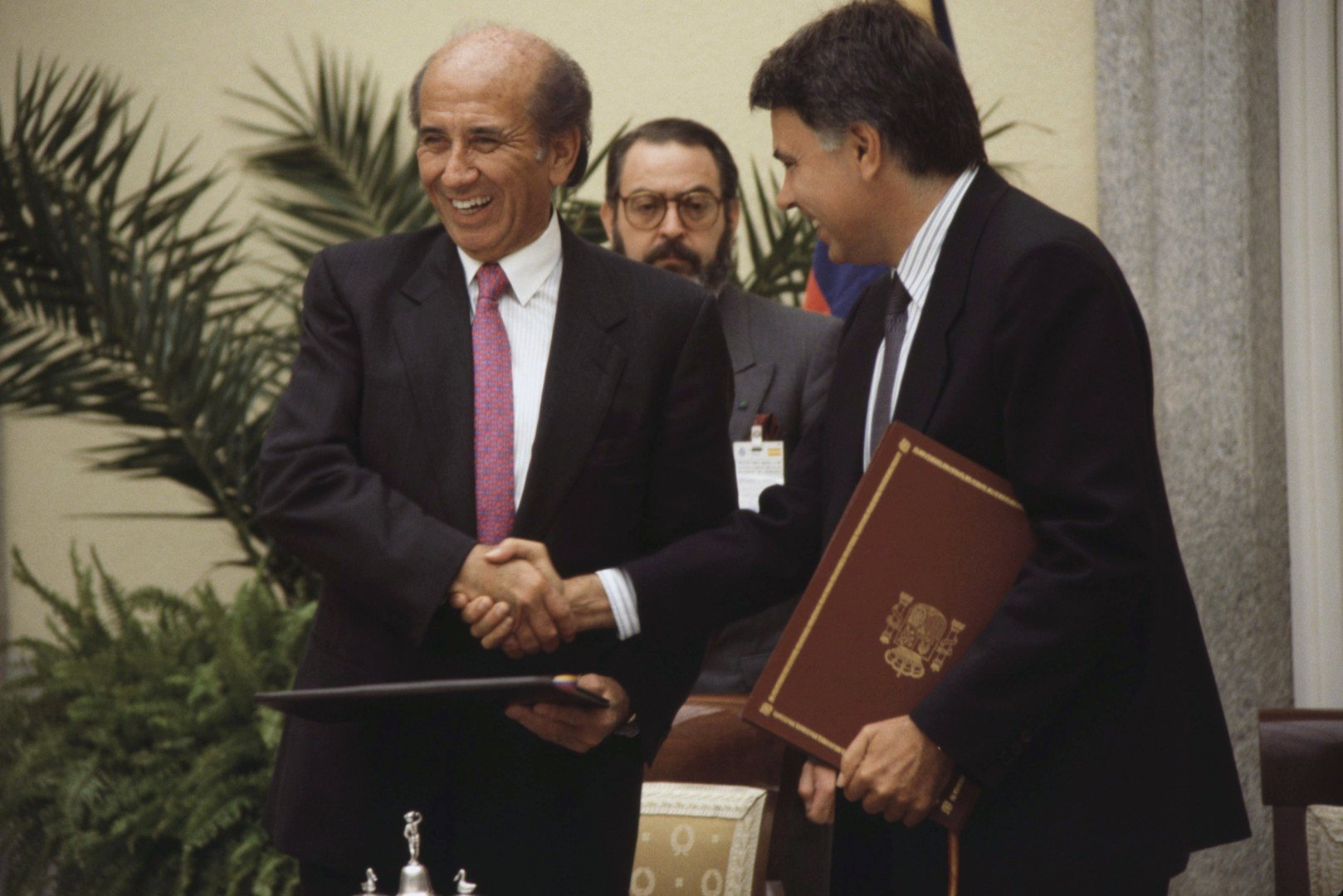
Fotografiado en junio de 1989 en El Pardo junto con Felipe González

Hubo un aproximado de dos mil personas desaparecidas durante el 27 y 28 de febrero de 1989. Por tal motivo, en los días y meses posteriores al Caracazo se produjeron gran número de manifestaciones en su contra, las que conjuntamente con las críticas políticas formuladas por varios partidos y sectores, a él y a su programa, debilitaron el piso político en el que se sustentaba.
Durante la crisis producida por la primera guerra del Golfo, Venezuela aumentó su producción de crudo lo que supuso un alivio momentáneo a la situación económica aunque no disminuyó la conflictividad social.

### Política exterior
Las relaciones exteriores de Venezuela durante el primer gobierno de Carlos Andrés Pérez (1989-1993) tuvieron su precedente en 1974-1979, durante su primer gobierno. Sus cancilleres fueron Enrique Tejera París, Reinaldo Figueredo, Armando Durán, Humberto Calderón Berti y Fernando Ochoa Antich.

### Intentos de golpe de Estado
La madrugada del martes 4 de febrero de 1992 hubo un intento de golpe de Estado comandado por varios oficiales medios de las Fuerzas Armadas, dentro de los cuales se encontraba el teniente coronel Hugo Chávez. Todo esto por el deterioro de la situación social y el aumento de la corrupción administrativa. Tras unas horas de incertidumbre, Pérez logró escapar en un automóvil asignado al presidente Jaime Lusinchi, el cual se encontraba en reparación en el garaje del Palacio de Miraflores, yendo a una planta televisiva de Venevisión, donde recuperó el control. Derrotada la sublevación por las fuerzas del presidente y recluidos sus cabecillas en prisión, Carlos Andrés Pérez se comprometió ante la opinión pública a corregir algunos aspectos de sus medidas; pero el proceso de deterioro no se detendría.
Pérez tuvo que enfrentar un segundo intento de golpe de Estado el viernes 27 de noviembre del mismo año; durante el cual los golpistas llegaron a tomar las instalaciones del canal de televisión estatal Venezolana de Televisión, bombardear algunos edificios públicos, tales como el Palacio de Miraflores, el Ministerio de Relaciones Exteriores, y el aeropuerto La Carlota. La intentona fue derrotada pero una vez más contribuyó a empeorar la ya desacreditada imagen del presidente.

### Destitución
En marzo de 1993 el fiscal general, Ramón Escovar Salom, introdujo una solicitud de antejuicio de mérito en su contra por el delito de «peculado doloso» y «malversación» de doscientos cincuenta millones de bolívares (diecisiete millones de dólares en esa época) de la partida secreta por cuyo manejo era responsable. El 20 de mayo de 1993 se conoció la ponencia solicitada por la Corte Suprema de Justicia al presidente magistrado Gonzalo Rodríguez Corro, declarando con lugar la solicitud de antejuicio de mérito. Al día siguiente, el 21 de mayo, el Congreso Nacional autorizó el juicio, separando a Carlos Andrés Pérez del cargo de la presidencia. Durante el proceso se reveló que dicho dinero había sido utilizado para ayuda internacional a la presidenta Violeta Chamorro en Nicaragua durante la Operación Orquídea.

## Juicio y expulsión de AD
El juicio tuvo diversas irregularidades. Los apoderados jurídicos señalaban que este juicio tenía un carácter político irrefutable. En un artículo del Diario de Caracas de 1993 se señaló que la investigación estuvo viciada en sus orígenes, sus motivaciones fueron políticas, las primeras decisiones se dictaron bajo presión y se desconocieron garantías fundamentales en el Estado de Derecho. En el juicio no se respetaron los derechos consagrados en los artículos 361, 367 y 369 del Código de Enjuiciamiento Criminal y la Corte rechazó la petición de defensa, a pesar de lo señalado. Según Nikola Kedzo:

(...)se puede afirmar que el Congreso interpretó de forma aislada los artículos de la Constitución dependiendo de las circunstancias que consideró oportunas. La inadecuada interpretación de la normativa constitucional llevó a que la suspensión senatorial fuera transformada en una falta temporal que culminaría en falta absoluta, la cual nunca hubiese podido ser tal sin la existencia de una sentencia definitiva en el juicio que originó la suspensión. En este sentido, la acción de amparo y de nulidad fue introducida basada en la violación del artículo 119 de la Constitución que expresa que «Toda autoridad usurpada es ineficaz, y sus actos son nulos.» Al declararse la falta absoluta del Presidente Pérez, se estaría generando una trasgresión de las atribuciones del Presidente y por lo tanto dicha acción sería invalidada. «En otras palabras, el Presidente Constitucional de la República ha sido juzgado y condenado por un órgano del Poder Público al que no le compete, en absoluto, tal función y que no constituye su tribunal natural.» (Arteaga Sánchez et al., 1994, p. 68).
Nikola Kedzo

Según diversos politólogos y abogados, no se respetó el debido proceso y se juzgó a Carlos Andrés Pérez sin que este tuviera una oportunidad de defenderse. El escrito presentado por la defensa, donde se impugna la doble actuación del fiscal como acusador y parte «de buena fe en el juicio» contra el presidente, se basa en que el fiscal general se presentó como acusador formal contra el presidente Pérez y asimismo, actuó en el mismo juicio con carácter de «garante de buena fe» por parte del Ministerio Público; actuación absolutamente refutable, ya que este tiene acceso a las actas procesales y en la intervención sobre diligencias sumariales, a las cuales la defensa no puede acceder.
La naturaleza de esta partida impide, por imperativo legal, la existencia de comprobantes de esos gastos, y también impide que pueda obtenerse información por parte de los funcionarios que han manejado dichos fondos. Por lo tanto, tienen la obligación de guardar el secreto sobre su uso o destino ya que, de otra manera, serían responsables del delito de revelación de secretos políticos o militares; se cometió un delito sancionado en el Código Penal al divulgar información estrictamente confidencial y secreta, ya que se trataba de gastos destinados a la defensa y seguridad del Estado venezolano.
Pérez, a su vez, fue expulsado de su partido Acción Democrática.

### Arresto y condena
Una vez retirado de la presidencia, Pérez fue confinado en el Retén Judicial de El Junquito y de allí, en aplicación de las previsiones legales relativas a límites de edad para el encarcelamiento, pasó a arresto domiciliario en su Quinta La Ahumada, donde fue recluido en espera de la sentencia del caso. El 30 de mayo de 1996, la Corte Suprema de Justicia lo condenó por «malversación genérica agravada» a dos años y cuatro meses de arresto domiciliario. Durante este periodo el poeta Caupolicán Ovalles le hizo una serie de entrevistas al expresidente que fueron recopiladas en el libro titulado Usted me debe esa cárcel, Conversaciones en La Ahumada (1996).

## Últimos años

### Candidatura a la Asamblea Nacional Constituyente
En 1999, Pérez una vez en libertad, creó un nuevo partido: Movimiento de Apertura y Participación Nacional, conformado por independientes y disidentes de AD, pero con el objeto de conseguir un escaño de senador. A pesar de que obtuvo dicho escaño, la suspensión de las cámaras legislativas y posterior disolución del Congreso de la República, debida al proceso constituyente puesto en marcha por el nuevo presidente Hugo Chávez le obligó a presentarse de nuevo a las elecciones a la Asamblea Nacional Constituyente, pero no resultó elegido.

### Caso del Caracazo vs. Venezuela
En 1999, la Corte Interamericana de Derechos Humanos abordó el caso del Caracazo y dictaminó que el gobierno de Pérez había cometido diversas violaciones de los derechos humanos de los ciudadanos, entre ellas, ejecuciones extrajudiciales.

### Órdenes de detención y extradición
El 20 de diciembre de 2001, un juzgado de primera instancia de Caracas ordenó que Pérez, entonces en la República Dominicana, fuera detenido en su domicilio con carácter preventivo en relación con los fondos públicos desviados a las cuentas secretas.

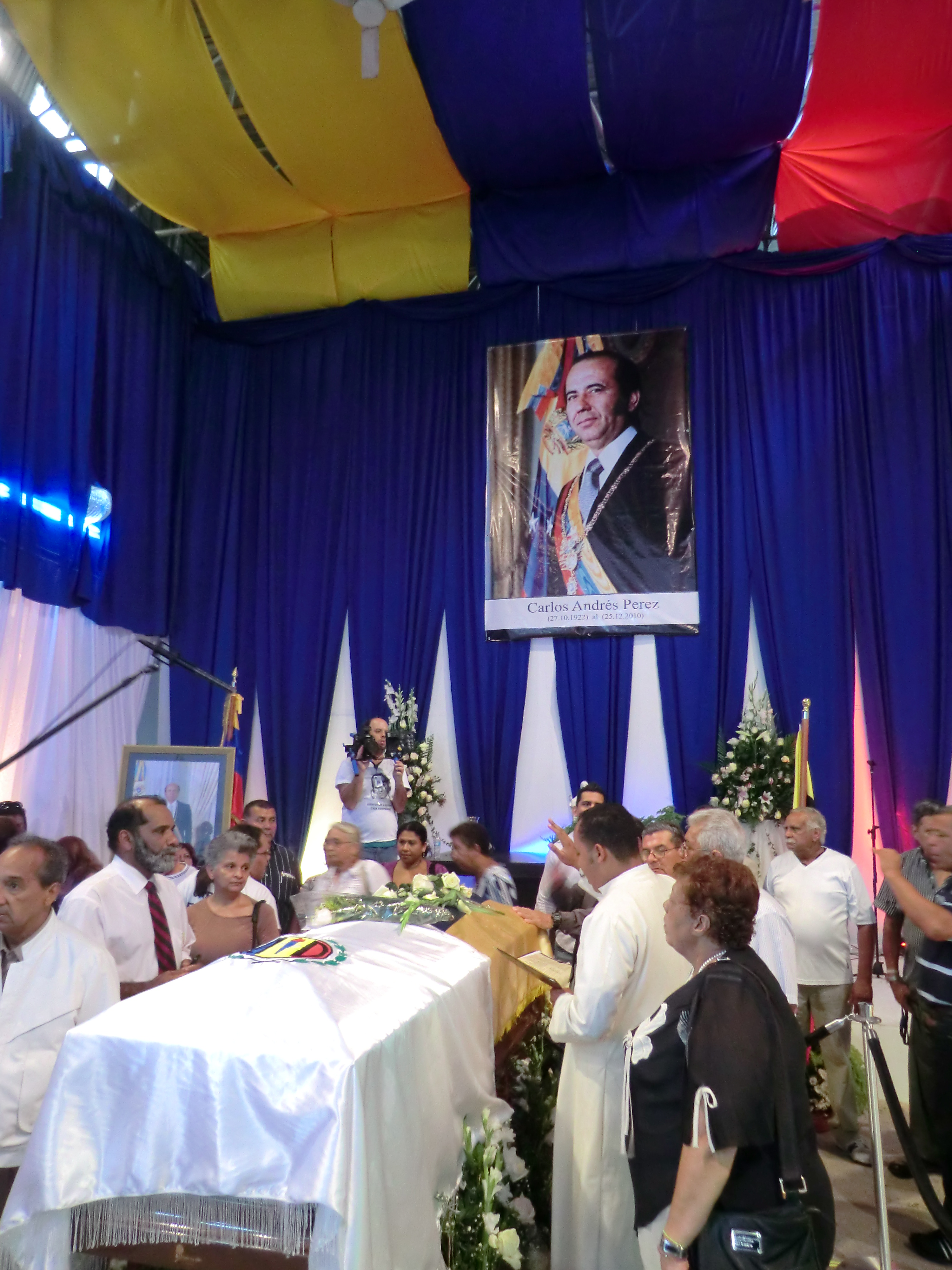
Funeral de Carlos Andrés Pérez en la Casa de Acción Democrática en El Paraíso. Caracas, 5 de octubre de 2011.

El 3 de abril la cancillería del gobierno de Venezuela cursó la petición oficial de extradición del expresidente a la República Dominicana. Nunca se llevó a cabo dicha extradición. Hasta su muerte residió exiliado en la ciudad de Miami (Estados Unidos) desde donde criticaba las políticas del entonces presidente de Venezuela, Hugo Chávez. El 28 de octubre de 2003 sufrió un accidente cerebrovascular que lo dejó parcialmente incapacitado.
En septiembre de 2009, la Fiscalía General de Venezuela, encabezada por la fiscal general Luisa Ortega Díaz, solicitó a Interpol una orden de captura internacional contra Carlos Andrés Pérez.

### Fallecimiento
El sábado 25 de diciembre de 2010, Carlos Andrés Pérez falleció a consecuencia de un fallo respiratorio, en el Mercy Hospital de la ciudad de Miami, a la edad de ochenta y ocho años, en donde permanecía desde el mismo año.
La familia del exmandatario (Pérez Matos), anunció que las honras fúnebres, se llevarían a cabo el 29 de diciembre en el cementerio Our Lady of Mercy, al sur de la ciudad de Miami. Debido a una demanda judicial, introducida por la familia Pérez Rodríguez (Blanca Rodríguez de Pérez, la esposa legítima del exmandatario), se suspendió la inhumación del exmandatario, por orden del Juez de Miami-Dade, Gerald Hubbart. Un juicio fue programado para agosto de 2011 para determinar dónde descansarían los restos del fallecido. Finalmente se llegó a un acuerdo. El 4 de octubre de 2011, los restos de Carlos Andrés Pérez fueron devueltos a Venezuela, nueve meses después de su muerte. El ataúd llegó en un vuelo que se originó de Atlanta, Georgia, escoltado por el alcalde mayor de Caracas, Antonio Ledezma, amigo de Pérez y miembro del partido Acción Democrática (AD). Una vez en Caracas, los restos fueron trasladados al cementerio del Este.
| Predecesor: Rafael Caldera | Presidente de la República de Venezuela 12 de marzo de 1974 – 12 de marzo de 1979 | Sucesor: Luis Herrera Campíns |
| Predecesor: Jaime Lusinchi | Presidente de la República de Venezuela 2 de febrero de 1989 – 21 de mayo de 1993 | Sucesor: Octavio Lepage       |